# Gare de Seyssel - Corbonod
Gare de Seyssel - Corbonod – przystanek kolejowy w Corbonod, w departamencie Ain, w regionie Owernia-Rodan-Alpy, we Francji.
Został otwarty w 1857 przez Compagnie du chemin de fer de Lyon à Genève. Jest przystankiem kolejowym Société nationale des chemins de fer français (SNCF), obsługiwanym przez pociągi TER Rhône-Alpes.